# Хетафе Б
«Хетафе Б» (ісп. Getafe B CF) — іспанський футбольний клуб з однойменного міста, в провінції і автономному співтоваристві Мадрид, резервна команда клубу «Хетафе». 
Клуб заснований у 1983 році, гостей приймає на арені «Сьюдад Депортіва», що вміщує 1 500 глядачів. В Прімері і Сегунді команда ніколи не виступала, найкращим результатом є 7-ме місце в Сегунді B в сезоні 2010/11.

## Колишні назви
- 1983-1990 — «Хетафе Промесас»
- 1990 — «Хетафе Б»